# جوائز نقابة مخرجي الفن للتميز في تصميم الإنتاج
جوائز نقابة مخرجي الفن للتميز في تصميم الإنتاج (بالإنجليزية: ADG Excellence in Production Design Awards)‏ هي جوائز تُقدم سنويًا من قبل نقابة مخرجي الفن لتكريم التميز في تصميم الإنتاج والتوجيه الفني في صناعتي السينما والتلفزيون. يتم منح المكرمين جائزة مقدمة من جوائز جمعية شركة نيويورك.